# Marktoffingen

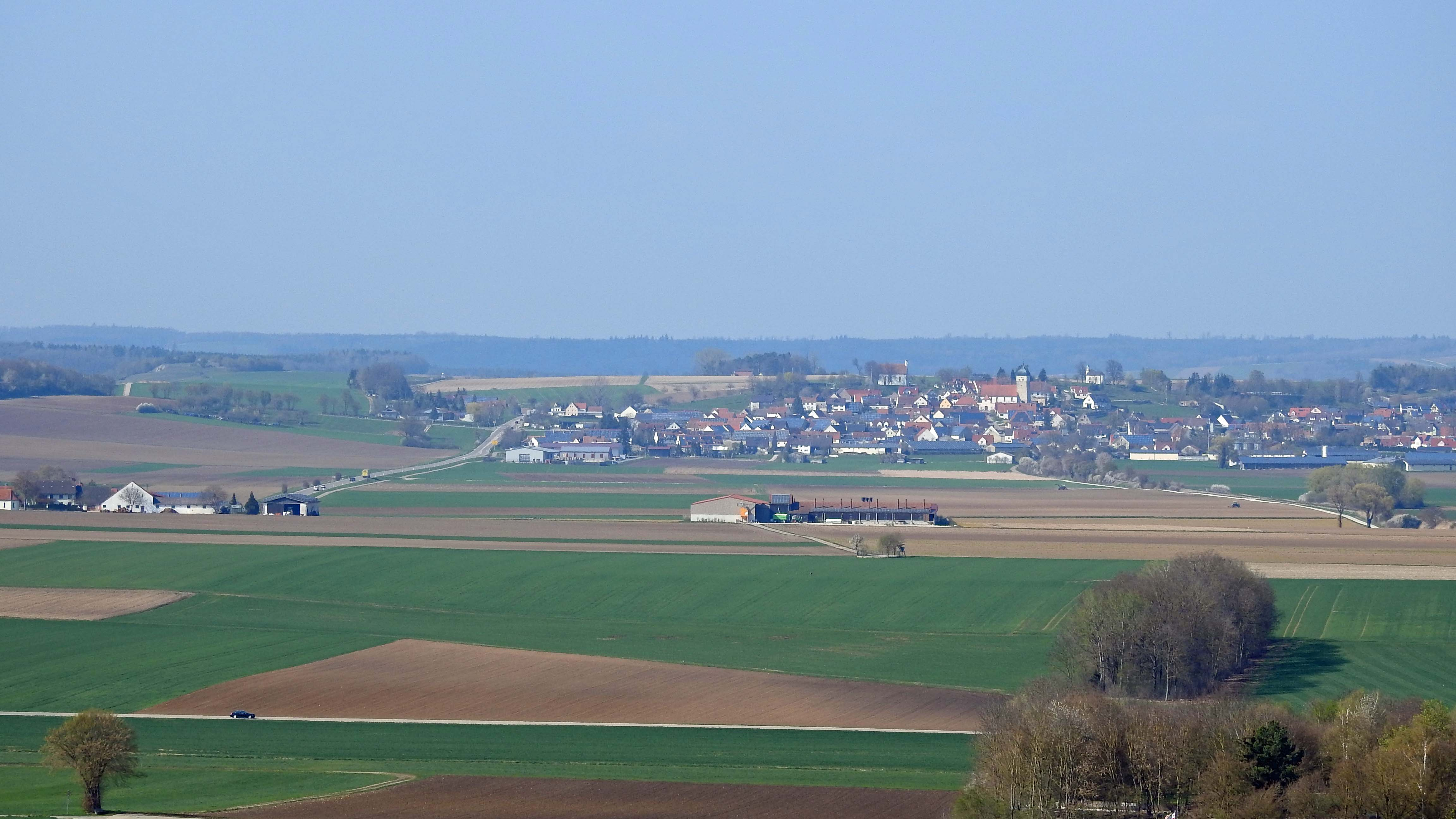
Marktoffingen von Süden

Marktoffingen (Rieserisch: Marktoffe) ist eine Gemeinde im schwäbischen Landkreis Donau-Ries.

## Geografie
Marktoffingen liegt im Nördlinger Ries und ist Teil der Planungsregion Augsburg.
Die Gemeinde hat fünf Gemeindeteile (in Klammern ist der Siedlungstyp angegeben):
- Marktoffingen (Pfarrdorf)
- Minderoffingen (Pfarrdorf). Eine frühere Bezeichnung des Orts lautete „Minder Offingen“[4]
- Ramstein (Einöde)
- Schnabelhöfe (Einöde)
- Wengenhausen (Weiler)

Es gibt die Gemarkungen Marktoffingen und Minderoffingen.

## Geschichte

### Bis zur Gemeindegründung
Seit der ersten Hälfte des 13. Jahrhunderts war der Ort als Lehen des Augsburger Domkapitels im Besitz der Grafen von Oettingen, zuletzt der Linie Oettingen-Wallerstein. Seit 1500 ist Marktoffingen Amt, später Oberamt mit eigener Hochgerichtsbarkeit des Fürstentums Oettingen-Wallerstein. Mit der Rheinbundakte 1806 kam der Ort zum Königreich Bayern.

### Eingemeindungen
Die Gemeinde Minderoffingen wurde am 1. Mai 1978 im Zuge der Gebietsreform in die Gemeinde Marktoffingen eingegliedert.

### Einwohnerentwicklung
Zwischen 1988 und 2018 wuchs die Gemeinde von 1265 auf 1311 um 46 Einwohner bzw. um 3,6 %.
- 1961: 1039 Einwohner[5]
- 1970: 1085 Einwohner[5]
- 1987: 1238 Einwohner
- 1991: 1295 Einwohner
- 1995: 1313 Einwohner
- 2000: 1371 Einwohner
- 2005: 1358 Einwohner
- 2010: 1310 Einwohner
- 2015: 1297 Einwohner

## Politik

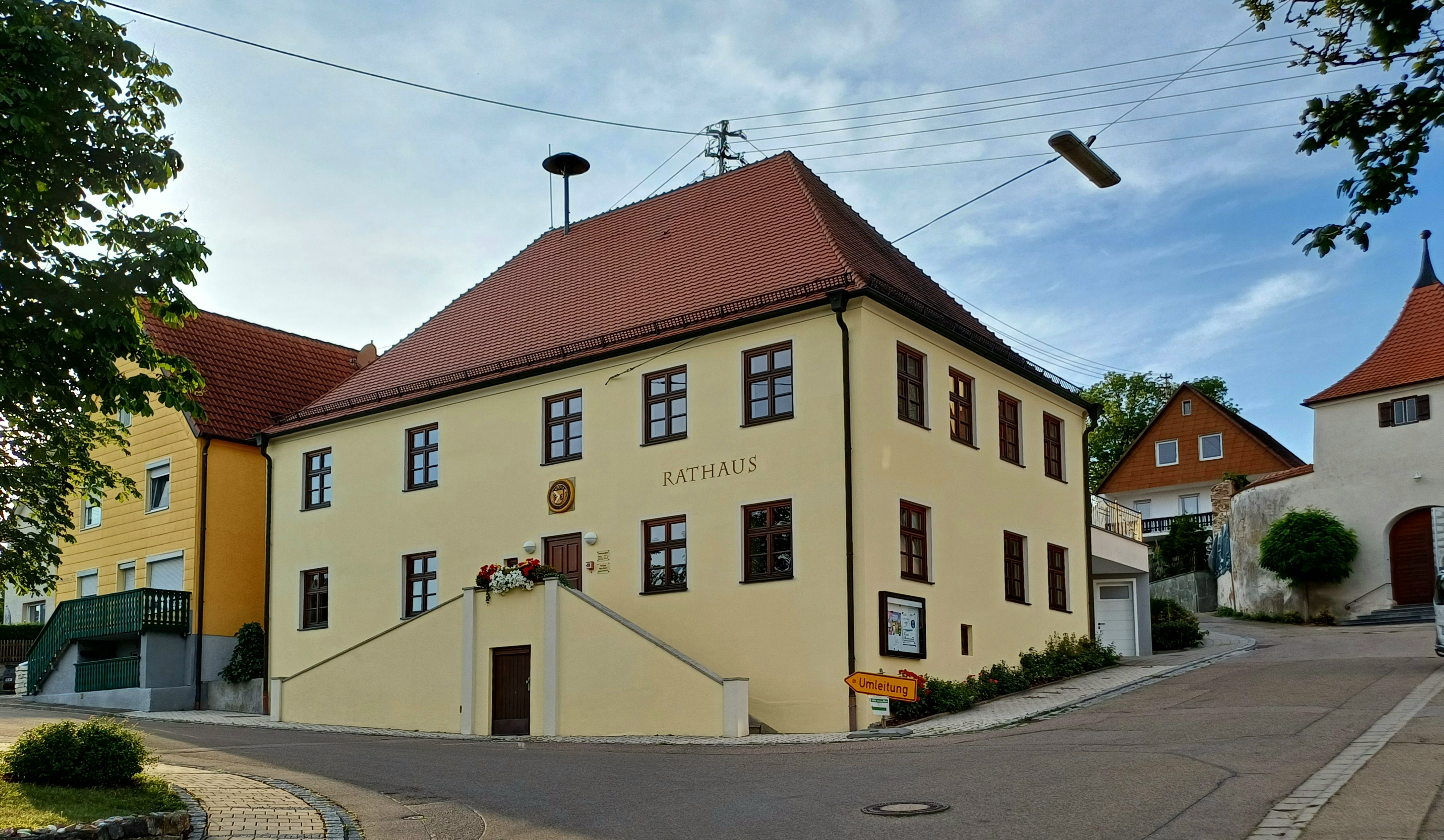
Rathaus in Marktoffingen

### Gemeinderat
Bei der Kommunalwahl am 15. März 2020 erreichte die Unabhängige Wählergemeinschaft Marktoffingen 66,6 % der Stimmen und erhielt 8 Gemeinderats-Mandate. Die Freien Wähler Minderoffingen erreichten 33,4 % der Stimmen und stellen 4 Gemeinderäte.

### Bürgermeister
Seit 1. Mai 2014 ist Helmut Bauer (Unabhängige Wählergemeinschaft Marktoffingen)Erster Bürgermeister; dieser wurde am 15. März 2020 mit 92,3 % für weitere sechs Jahre im Amt bestätigt.

### Wappen
| Wappen Gde. Marktoffingen | Blasonierung: „In rot bordiertem goldenen Schild ein von rechts bis zur Schildmitte einspringender silberner Sparren, der beiderseits von dem schwarzen Großbuchstaben E begleitet ist.“ |
| Wappen Gde. Marktoffingen | |

### Verwaltung
Die Gemeinde ist Mitglied der Verwaltungsgemeinschaft Wallerstein.

## Baudenkmäler

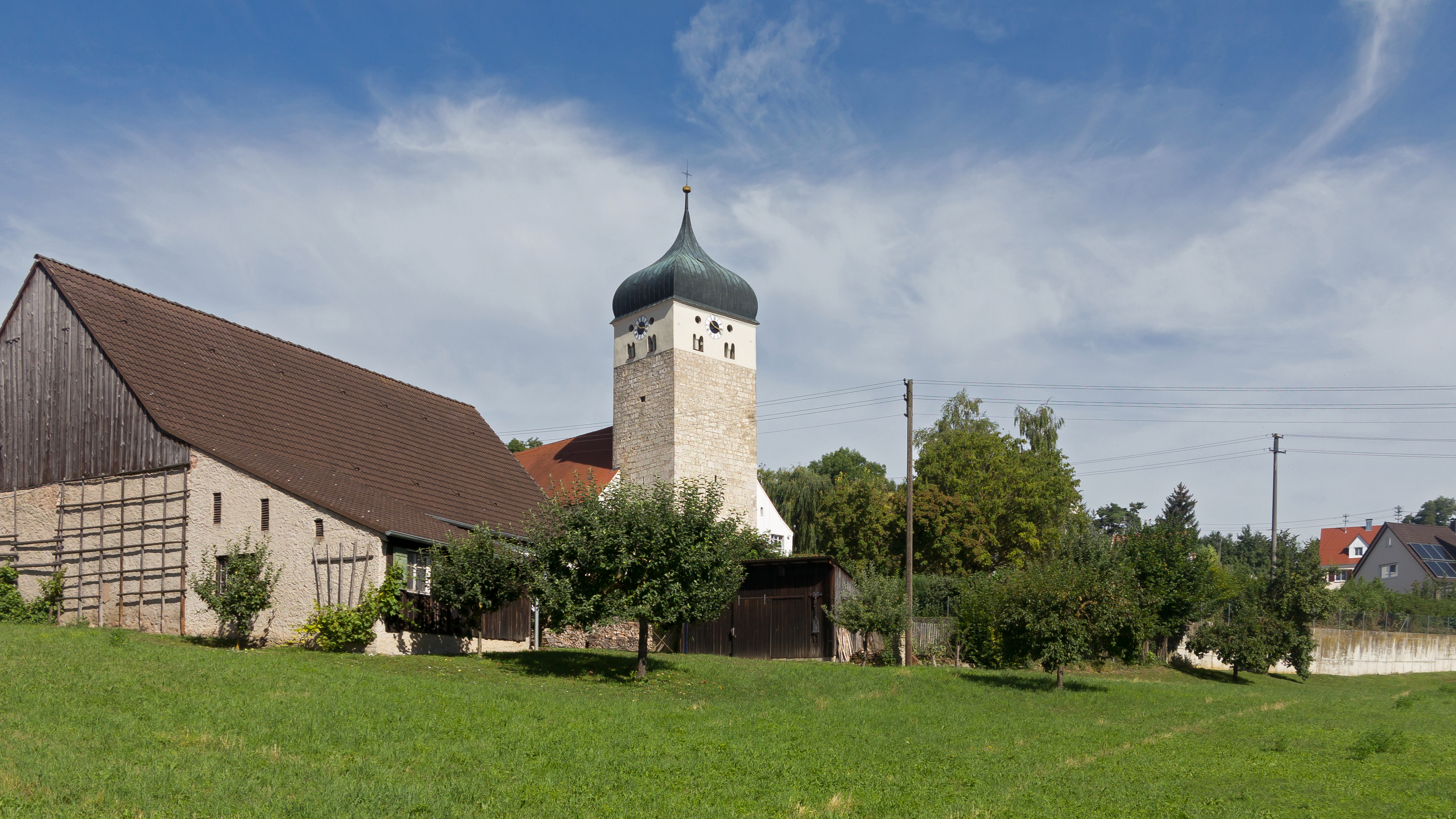
Marktoffingen, katholische Pfarrkirche Mariä Himmelfahrt
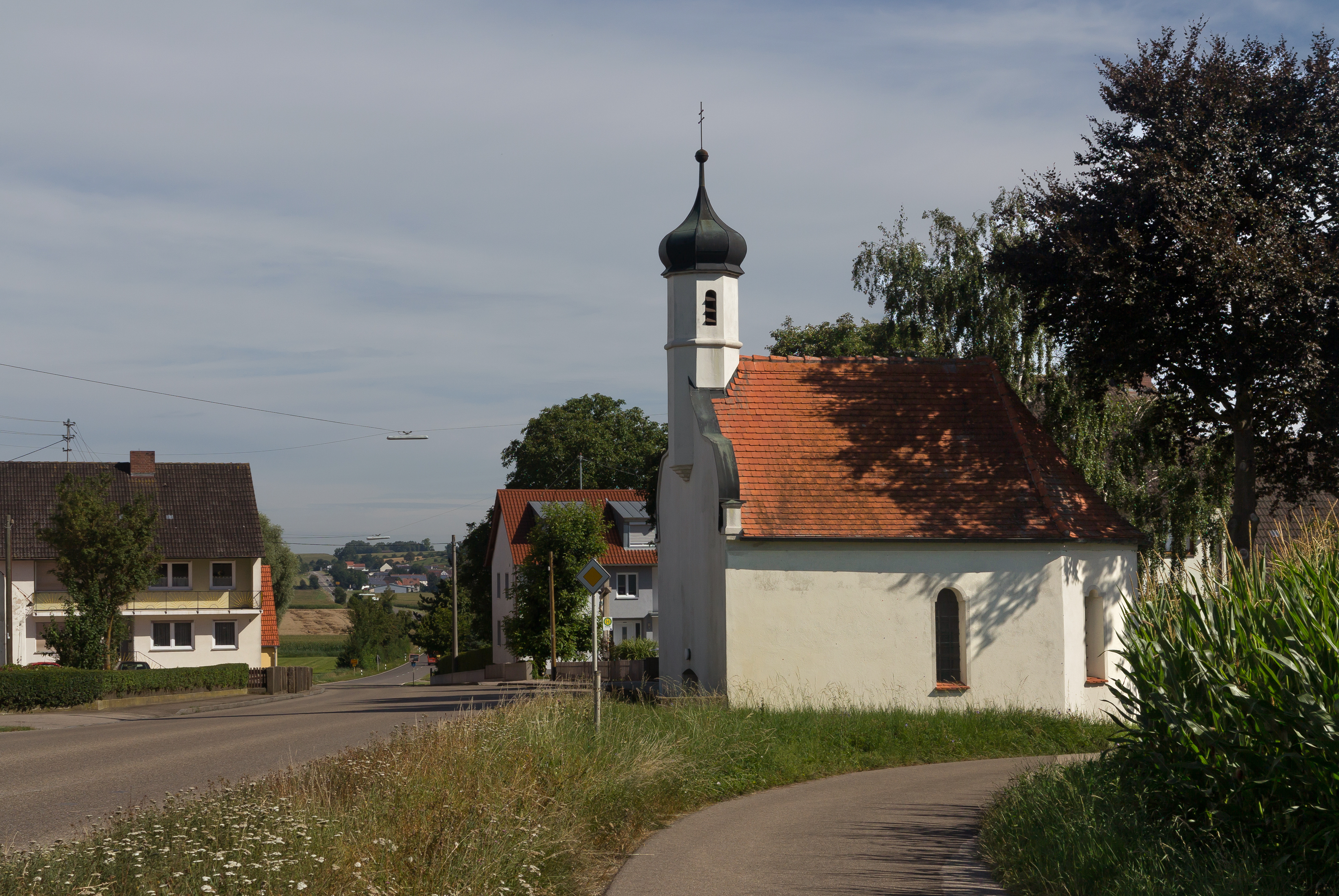
Wengenhausen, katholische Marienkapelle
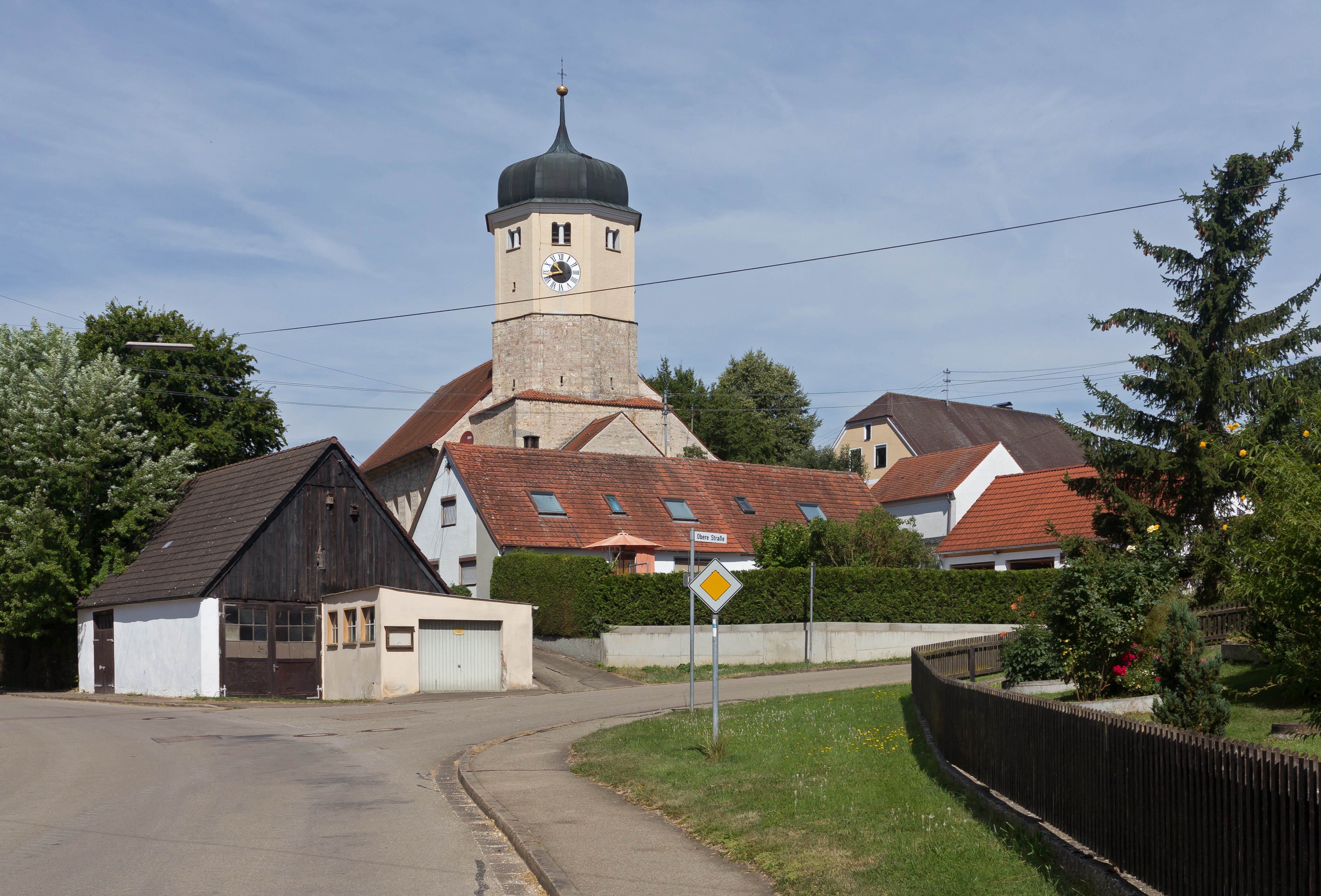
Minderoffingen, katholische Pfarrkirche St. Laurentius

## Wirtschaft und Infrastruktur

### Wirtschaft einschließlich Land- und Forstwirtschaft
Im Jahre 2017 gab es nach der amtlichen Statistik 73 sozialversicherungspflichtig Beschäftigte am Arbeitsort Marktoffingen. Sozialversicherungspflichtig Beschäftigte am Wohnort gab es 572. Damit war die Zahl der Auspendler um 499 höher als die der Einpendler. 17 Einwohner waren arbeitslos.
2016 bestanden 39 landwirtschaftliche Betriebe; 1999 zählte die Gemeinde noch 65 Betriebe. 1710 Hektar des Gemeindegebietes waren landwirtschaftlich genutzt, davon 271 Hektar Dauergrünland und 1439 Hektar Ackerfläche.

### Verkehr
Der Haltepunkt Marktoffingen liegt an der Bahnstrecke Nördlingen–Dombühl. Hier finden saisonal im Sommer Sonderfahrten des Bayerischen Eisenbahnmuseums statt.

### Natur
Nordwestlich von Wengenhausen befindet sich der Steinbruch der Impaktgesteine Wengenhausen. Der Steinbruch ist als Geotop ausgewiesen und gehört zu den 100 schönsten Geotopen in Bayern.

### Bildung
2018 gab es folgende Einrichtungen:
- 1 Kindertageseinrichtung mit 62 Plätzen und 38 Besuchern, davon vier Kinder unter drei Jahren
- 1 Grundschule mit fünf Klassen, fünf Lehrern und 98 Schülern

## Persönlichkeiten

### Söhne und Töchter der Gemeinde
- Philipp Anton von Müller, franz. Antoine de Muller (1788–1859), von 1810 bis 1822 Kellermeister des Champagnerhauses Veuve Clicquot Ponsardin in Reims
- Alban Haas (1877–1968), Theologe und Heimatforscher

### Weitere Persönlichkeiten
- Joseph Maria Helmschrott (1759–1836), Benediktiner, Bibliothekar und Gymnasiallehrer, verbrachte seine letzten Lebensjahre in Marktoffingen